# Cneoridium dumosum (Nuttall) Hooker F. Collected March 26, 1960, at an Elevation of about 1450 Meters on Cerro Quemazón, 15 Miles South of Bahía de Los Angeles, Baja California, México, Apparently for a Southeastward Range Extension of Some 140 Miles

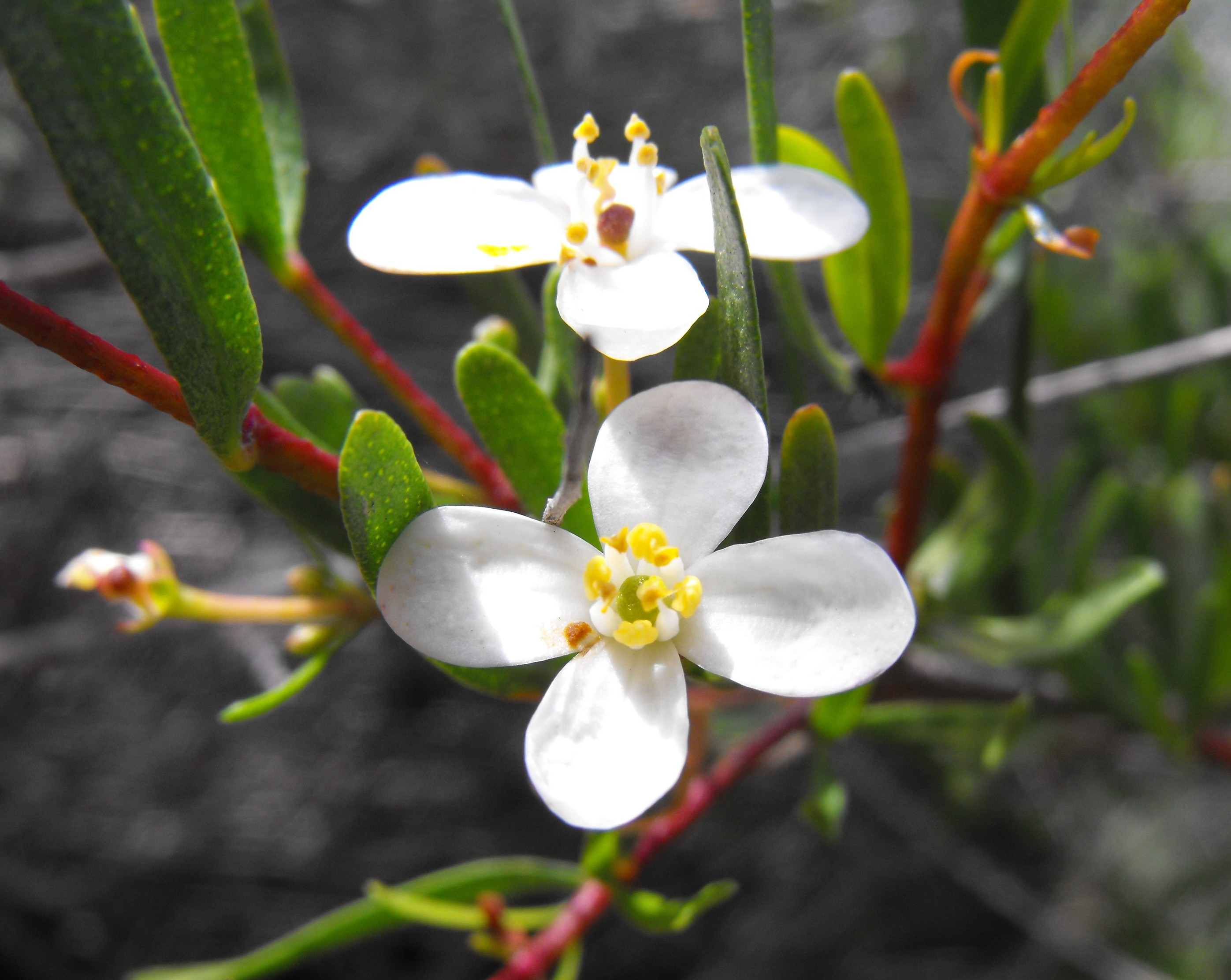
Loài thực vật Cneoridium dumosum được miêu tả trong bài báo khoa học

"Cneoridium dumosum (Nuttall) Hooker F. Collected March 26, 1960, at an Elevation of about 1450 Meters on Cerro Quemazón, 15 Miles South of Bahía de Los Angeles, Baja California, México, Apparently for a Southeastward Range Extension of Some 140 Miles" (tạm dịch: "Cneoridium dumosum (quả hạch) Hooker F. Thu thập ngày 26 tháng 3 năm 1960, ở độ cao khoảng 1450 mét trên Cerro Quemazón, 15 dặm về phía Nam từ Bahía de Los Angeles, Baja California, México, mở rộng phạm vi về phía Đông Nam trong khoảng 140 dặm") là một bài báo khoa học mang tính hài hước (hoặc nhại lại) của nhà thực vật học người Mỹ Reid Moran thuộc Bảo tàng Lịch sử Tự nhiên San Diego, có nội dung nói về loài thực vật Cneoridium dumosum.

## Xuất bản
Bài báo được xuất bản vào năm 1962 trong số phát hành thứ 16 trang 272 trên một tạp chí có tên Madroño thuộc Hiệp hội Thực vật California. Tuy sở hữu tiêu đề dài, chi tiết và cụ thể về hoa Cneoridium dumosum, bài báo lại có nội dung khá ngắn. Nguyên văn gốc ban đầu của bài chỉ chứa duy nhất năm từ: 
I got it there then (8068).
Tại phần ghi công bài báo, Moran viết thêm:
Cuối cùng nhưng không kém phần quan trọng, tôi không thể không nhắc đến món nợ sâu sắc với cha mẹ tôi, nếu không có sự hợp tác trước đó của họ thì công trình này sẽ không bao giờ có thể thực hiện được.
Lời ghi công này cũng được dùng trong một luận văn năm 1982 của nhà thực vật học George Yatskievych.
Dù vậy, đây không phải là bài báo có nội dung ngắn nhất từng được xuất bản. Trong một bài báo khoa học năm 2003 của John H. Conway và Alexander Soifer "Can n2+1 unit equilateral triangles cover an equilateral triangle of side > n, say n + ε?" ("Liệu n2+1 tam giác đều có thể bao phủ một tam giác đều có cạnh > n, chẳng hạn n + ε?", chỉ có vỏn vẹn hai từ "n2+2 can" ("n2+2 có thể"; chưa tính đến hai hình minh họa đi kèm).
Toàn bộ bài viết sau đó đã được tái bản kèm theo lời cảm ơn của tác giả tại tuyển tập "Reprinted Classic Madroño Articles" ("Những tái bản kinh điển của Madroño"), trích trong số phát hành thứ 60, trang 359 của tạp chí vào năm 2013 nhân kỷ niệm 100 năm thành lập hiệp hội.